# Когаркоит
Когаркоит — редкий минерал, впервые был найден в России, в керне буровой скважины на горе Аллуайв (горный массив Ловозёрские тундры, Кольский полуостров). Открыт в 1973 году Л. Н. Когарко.

## Свойства
Цвет у когаркоита от бесцветного или белого до голубого, сиреневого и бледно-розового. Просвечивающий до прозрачного. Растворяется в воде. Твёрдость — 3,5 по шкале Мооса. Сингония моноклинная. Излом неровный. Отдельные скопления минерала могут достигать размеров до 12*6 см.

## Происхождение названия
Назван в честь Лии Николаевны Когарко, русского геохимика, которая первой открыла этот минерал.